# Joheksol
Joheksol (łac. iohexolum) – wielofunkcyjny organiczny związek chemiczny, jodowy niejonowy środek cieniujący, stosowany w diagnostyce obrazowej chorób przewodu pokarmowego, układu moczowo-płciowego i naczyń krwionośnych oraz tomografii komputerowej.

## Budowa i mechanizm działania
Joheksol jest pozytywnym środkiem cieniującym pochłaniającym promieniowanie rentgenowskie silniej od tkanek. Joheksol  w środowisku wodnym nie ulega dysocjacji i cechuje się niską osmolalnością. 

## Zastosowanie
- podanie dożylne: urografia, flebografia kończyny dolnej, angiografia subtrakcyjna, tomografia komputerowa
- podanie dotętnicze: arteriografia, kardioangiografia, angiografia subtrakcyjna
- podanie podpajęczynówkowe: mielografia lędźwiowa i piersiowa (z dojścia lędźwiowego),  mielografia szyjna (z dojścia lędźwiowego oraz szyjnego bocznego), cysternografia TK (z dojścia lędźwiowego)
- podanie do jam i otworów ciała: artrografia, endoskopowa cholangiopankreatografia wsteczna, herniografia, histerosalpingografia, sjalografia, tomografia komputerowa

Joheksol znajduje się na wzorcowej liście podstawowych leków Światowej Organizacji Zdrowia (WHO Model Lists of Essential Medicines) (2017).
Joheksol jest dopuszczony do obrotu w Polsce (2018).

## Działania niepożądane
Joheksol może powodować następujące działania niepożądane u ponad 1% pacjentów: uczucie gorąca.